# 市川実日子
市川 実日子（いちかわ みかこ、1978年6月13日 - ）は、日本の女優、モデル。東京都出身。スールキートス所属。姉は女優の市川実和子。

## 略歴・人物
市川実和子の妹として雑誌『Olive』に何度か登場したあと、1994年の秋に約27000人の中から同誌の専属モデルに選ばれた。『CUTiE』『Zipper』『spoon.』のほか、『装苑』『GINZA』などのハイファッション系の雑誌に登場している。
1998年に『Olive』 の専属モデルを卒業したのち、映画出演の話が持ち上がる。同年、ホンマタカシ監督の『How to 柔術』で女優デビューし、2000年の『タイムレスメロディ』で注目を浴びる。2003年、初の主演映画『blue』で第24回モスクワ国際映画祭最優秀女優賞を受賞。
2017年、『シン・ゴジラ』で第71回毎日映画コンクール女優助演賞、第40回日本アカデミー賞優秀助演女優賞を受賞。
2025年1月から放送の日曜ドラマ『ホットスポット』で民放の連続ドラマ初主演を務める。
「私の何かを見たい人いるんですかね?特にやらない理由を考えたこともない」との理由でInstagramやXなどといったSNSアカウントは開設していない。

## 出演

### 映画
- とらばいゆ（大谷健太郎監督、2001年）毎日映画コンクール スポニチグランプリ新人賞
- good-by,cruel world（Smap Short Filmsに収録）（高田雅博監督、2001年）
- ラヴァーズ・キス（吉田秋生原作/及川中監督、2003年） - 尾崎美樹 役
- blue（魚喃キリコ原作/安藤尋監督、2002年）
- ライフ・イズ・ジャーニー（田辺誠一監督、2003年）
- ぷりてぃ・ウーマン（渡邊孝好監督、2003年） - 木村真由美 役
- キューティーハニー（庵野秀明監督、2004年） - 秋夏子 役
- いま、会いにゆきます（土井裕泰監督、2004年） - 永瀬みどり 役
- Jam Films 2 机上の空論（小島淳二監督、2004年） - 洋子 役
- アニムスアニマ（斉藤玲子監督、2005年） - OL 役
- 乱歩地獄（実相寺昭雄監督、2005年） - 明智文代 役
- 嫌われ松子の一生（中島哲也監督、2006年） - 川尻久美 役
- ダメジン（三木聡監督、2006年※撮影は2002年頃） - チエミ 役
- 世界はときどき美しい（御法川修監督、2007年）
- ユメ十夜（<オムニバス十編のうち第五夜> 豊島圭介監督、2007年） - 真砂子 役
- 吉祥天女（及川中監督、2007年） - 麻井鷹子 役
- めがね（荻上直子監督、2007年） - ハルナ 役
- おと・な・り（熊澤尚人監督、2009年） - 平川由加里 役
- 酔いがさめたら、うちに帰ろう。（東陽一監督、2010年） - 湊麻美 役
- マザーウォーター（松本佳奈監督、2010年） - ハツミ 役
- 東京オアシス（松本佳奈、中村佳代監督、2011年）
- レンタネコ（荻上直子監督、2012年） - 主演・サヨコ 役
- ジ、エクストリーム、スキヤキ（前田司郎監督、2013年）
- ぼくたちの家族（石井裕也監督、2014年） - 京子 役
- ミュージアム（大友啓史監督、2016年） - 橘幹絵 役
- シン・ゴジラ（庵野秀明・樋口真嗣監督、2016年） - 尾頭ヒロミ 役[16][2] ※ 第71回毎日映画コンクール 女優助演賞[12]
- ReLIFE リライフ（古澤健監督、2017年） - 佐伯 みちる 役
- 映画 夜空はいつでも最高密度の青色だ（石井裕也監督、2017年） - 美香の母 役
- 三度目の殺人（是枝裕和監督、2017年） - 篠原一葵 役[17]
- ナラタージュ（行定勲監督、2017年） - 葉山 美雪 役
- DESTINY 鎌倉ものがたり（山崎貴監督、2017年） - 本田里子 役
- 羊の木（吉田大八監督、2018年） - 栗本清美 役[18]
- 初恋〜お父さん、チビがいなくなりました（小林聖太郎監督、2019年）- 武井菜穂子 役[19][20]
- よこがお（深田晃司監督、2019年） - 基子 役[21]
- 罪の声（土井裕泰監督、2020年） - 曽根亜美 役[22]
- TANG タング（三木孝浩監督、2022年） - 野村桜子 役[23]
- サイド バイ サイド 隣にいる人（伊藤ちひろ監督、2023年） - 詩織 役[24]
- シン・仮面ライダー（庵野秀明監督、2023年） - 緑川イチローの母 役[25]
- ラストマイル（塚原あゆ子監督、2024年） - 東海林夕子 役[26]
- ルート29（森井勇佑監督、2024年） - 理映子役[27]

### テレビドラマ
- SMAP×SMAP特別編 Smap Short Films「good-bye, cruel world」（2001年、フジテレビ・関西テレビ）
- 茂七の事件簿 新ふしぎ草紙 第4話（2002年、NHK） - おゆう 役
- サイコドクター（2002年、日本テレビ） - 冠野あずさ 役
- すいか（2003年、日本テレビ） - 芝本ゆか 役
- 初恋.com（2003年、日本テレビ） - 足立 役
- 連続テレビ小説（NHK）
  - 天花（2004年） - 川島薫 役
  - カムカムエヴリバディ 第10週 - 第23週（2022年1月3日 - 4月8日） - 野田一子（ベリー） 役[28][29]
- 光とともに…〜自閉症児を抱えて〜（2004年、日本テレビ） - 川見純 役
- 夜回り先生（2004年、TBS）
- X'smap〜虎とライオンと五人の男〜（2004年、フジテレビ） - お鈴 役
- 初仕事納め（2005年、フジテレビ）
- 喰いタン（2006年、日本テレビ） - 出水京子 役
  - 喰いタン2（2007年）
- グッジョブ（2007年、NHK） - 南和枝 役[30]
- 大河ドラマ（NHK）
  - 篤姫（2008年） - お龍 役[31]
  - 八重の桜（2013年） - 山川二葉 役[32]
- サムライ・ハイスクール（2009年、日本テレビ） - 三木サヤカ 役[33]
- 私が初めて創ったドラマ「テツトモ」（2010年、NHK BShi）[34]
- 階段のうた（2010年 - 2012年、TBS）
- 恋愛ニート〜忘れた恋のはじめ方（2012年、TBS） - 渡辺美帆 役[35]
- 黒の女教師（2012年、TBS） - 内田すみれ 役[36]
- Dr.DMAT（2014年、TBS） - 伊勢崎紅美 役[37]
- 55歳からのハローライフ 第1話「キャンピングカー」（2014年6月14日、NHK） - 富裕美貴 役[38]
- おやじの背中 第3話「なごり雪」（2014年7月27日、TBS） - 竹中玲子 役[39]
- わが家（2015年1月4日、MBS/TBS） - 門脇麗美 役[40]
- 予告犯 -THE PAIN-（2015年、WOWOW） - 沖菜啓子 役[41]
- 山のトムさん（2015年12月26日、WOWOW） - トキ 役[42]
- 山口発地域ドラマ 朗読屋（2017年1月18日、NHK BSプレミアム） - 緑 役[43][44]
- 小さな巨人（2017年、TBS） - 香坂美沙 役[45]
- 宮沢賢治の食卓（2017年、WOWOW） - 櫻小路ヤス 役[46]
- アンナチュラル（2018年、TBS） - 東海林夕子 役[47]
- 木皿泉劇場 道草（2018年5月12日、NHK BSプレミアム） - 富田 役[48]
- 満願 最終夜「満願」（2018年8月16日、HK総合） - 鵜川妙子 役
- Aではない君と（2018年9月21日、テレビ東京） - 野依美咲 役[49]
- 母、帰る〜AIの遺言〜（2019年1月5日、NHK総合） - 布村よし子 役[50]
- イノセンス 冤罪弁護士（2019年1月19日 - 3月23日、日本テレビ） - 有馬聡子 役[51]
- 白い巨塔（2019年5月、テレビ朝日） - 野坂奈津美 役
- 凪のお暇 第2話 - 最終話（2019年7月26日 - 9月20日、TBS） - 坂本龍子 役[52]
- コタキ兄弟と四苦八苦 第1話（2020年1月11日、テレビ東京） - 鈴木静子 役
- きょうの猫村さん（2020年4月9日 - 9月17日、テレビ東京） - 山田さん 役
- BG〜身辺警護人〜（2020年6月18日 - 7月30日、テレビ朝日） - 笠松多佳子 役[5]
- この恋あたためますか（2020年10月20日 - 12月22日、TBS） - 一岡智子 役[53]
- 大豆田とわ子と三人の元夫 第1話 - 第6話（2021年4月13日 - 5月18日、関西テレビ・フジテレビ） - 綿来かごめ 役[54]
- DCU（2022年1月16日 - 3月20日、TBS） - 黒江真子 役[55]
- ジャパニーズスタイル（2022年10月22日 - 12月24日、テレビ朝日） - 寺門・ルーシー・数子 役[56]
- À Table!〜歴史のレシピを作ってたべる〜（2023年1月9日 - 3月27日、BS松竹東急） - 主演・藤田ジュン 役[57]
  - À Table!〜ノスタルジックな休日〜（2024年7月3日 - 9月25日、BS松竹東急）[58]
- 探偵ロマンス 最終話（2023年2月11日 、NHK総合） - 麗人 役[59]
- わたしの一番最悪なともだち（2023年8月21日 - 10月12日、NHK総合） - 東聡美 役[60]
- 月とケーキ（2023年10月10日 - 2024年1月9日、フジテレビ） - 主演・菜月 役
  - 月とケーキ2（2024年1月16日 - 3月26日）
- ホットスポット（2025年1月12日 - 3月16日、日本テレビ） - 主演・遠藤清美 役[61]

### 配信ドラマ
- それ忘れてくださいって言いましたけど。（2022年4月23日 - 6月11日、Paravi） - 主演・ミカコ 役[62]

### 舞台
- JOKER（生瀬勝久脚本／水田伸生演出）（2004年）
- 哀しい予感（吉本ばなな原作／塚本晋也演出）（2007年）
- 幽霊たち（ポール・オースター原作／白井晃演出）（2011年）

### テレビ番組
- ロシア語会話（NHK教育テレビジョン）[11]
- ZIP!（2012年4月-5月、日本テレビ） - コトバネコのコーナー
- ドキュメント72時間（NHK総合） - ナレーション
- あきないの風景（2014年10月 - 2015年3月、TBS） - ナレーション
- 新美の巨人たち（2019年4月 - 、テレビ東京） - ナレーション
- 2355（2019年9月 - 、NHK Eテレ） - ナレーション
- ドキュメント「シン・仮面ライダー」～ヒーローアクション 挑戦の舞台裏～（2023年3月31日、NHK BSプレミアム） - ナレーション[63]

### CM
- 資生堂
  - 『スタイリッシュ ヘアワックス』（1996年）
  - 『ナチュラルズ』（2001年）
- キユーピー『キユーピーハーフ』（1998年）
- 富士フイルム『FinePix』（2001年）
- フジテレビ『きっかけは、フジテレビ。』（2002年）
- アサヒ飲料『Asahi 十六茶』（2003年）
- ピエトロ『ピエトロドレッシング』（2006年 - ）
- ソフトバンクモバイル「ホワイトプラン」『プロポーズ篇』（2007年2月 - ） - 加瀬亮と共演
- ユニクロ
  - 『マイクロフリースセット』（2009年） - 姉・市川実和子と共演
  - 『ワンピース』（2013年）
- ローソン『ろーそん亭』（2011年 - ）
- カルビー『ベジップス』（2013年 - ）
- 滋賀県・琵琶湖の観光キャンペーン『旅せよ乙女。虹色エモーション。』（2015年）
- VAIO VAIO S11/S13『静寂キーボード篇』『どこでも“最適” オンライン篇』『圧倒的なタフネス篇』（2016年 - ）
- クラシエホームプロダクツ『ナイーブ』（2019年 - ）[64]
- Netflix「マンスリーラインナップCM」（2021年8月 - ） - ナレーション[65]
- キヤノンマーケティングジャパン「ITソリューション事業」（2022年4月 - ）[66]
- 東急ハーヴェストクラブ（2023年10月 - ）[67]
- 日産自動車
  - 「デイズ」（2023年12月 - ）
  - 「サクラ」（2024年2月 - ）[68]

### ミュージックビデオ
- ハンバート ハンバート「In The Dark」（2025年）[69]

## 書籍
- 『午前、午後。』（2002年、角川書店刊）- フォトエッセイ集。Web版『spoon.』に連載されていた。
- blue（プチグラパブリッシング刊、2003年） - 写真集。川内倫子撮影。

## 受賞歴
2003年
- 第57回毎日映画コンクール スポニチグランプリ新人賞（『とらばいゆ』）
- 第24回ヨコハマ映画祭 最優秀新人賞（『とらばいゆ』）[70]
- 第35回ザテレビジョンドラマアカデミー賞 新人俳優賞（『サイコドクター』）[71]

2017年
- 第16回センス・オブ・ジェンダー賞特別賞（『シン・ゴジラ』）[72]
- 第71回毎日映画コンクール 女優助演賞（『シン・ゴジラ』）[73]
- 第40回日本アカデミー賞 優秀助演女優賞（『シン・ゴジラ』）

2019年
- 第32回日刊スポーツ映画大賞・石原裕次郎賞 助演女優賞（『よこがお』『お父さん、チビがいなくなりました』）[74]

2025年
- 第123回ザテレビジョンドラマアカデミー賞 主演女優賞（『ホットスポット』）[75]